# Мичуринец (Курганская область)
Мичуринец — посёлок  в Шумихинском районе Курганской области. Входит в состав Кушмянского сельсовета.

## История
В 1966 г. Указом Президиума ВС РСФСР посёлок центральной усадьбы Шумихинского плодопитомнического совхоза переименована в Мичуринец'.

## Население
| 1989 | 2002 | 2010 |
| ---- | ---- | ---- |
| 156  | ↘132 | ↘107 |